# Richard Köhler (SS-Mitglied)

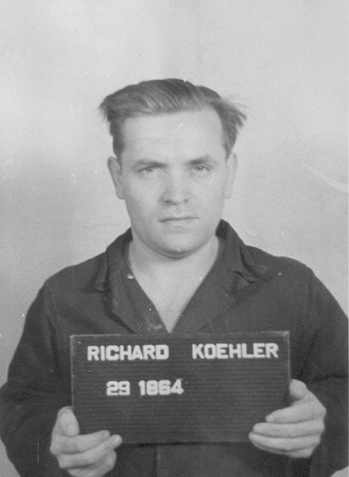
Richard Köhler im April 1947

Richard Köhler (* 12. Januar 1916 in Rosian; † 26. November 1948 im Kriegsverbrechergefängnis Landsberg) war ein deutscher SS-Unterscharführer und als Kommandoführer im Nebenlager Ohrdruf des KZ Buchenwald eingesetzt.

## Leben
Richard Köhler, Mitglied der SS, war von November 1944 bis Anfang April 1945 Angehöriger des Lagerpersonals im KZ Buchenwald. In Buchenwald war Köhler Angehöriger des Kommandos 99 und spätestens ab Januar 1945 als Kommandoführer im Buchenwalder Nebenlager Ohrdruf eingesetzt. Köhler überwachte in Ohrdruf Häftlingskommandos, die Gütertransporte in Arnstadt und Krawinkel entluden. Am 8. April 1945 begleitete er einen Evakuierungstransport mit dem Ziel KZ Flossenbürg.
Nach seiner Verhaftung wurde Köhler im Buchenwald-Hauptprozess, der im Rahmen der Dachauer Prozesse stattfand, mit 30 weiteren Beschuldigten angeklagt. Köhler wurde beschuldigt, alliierte Gefangene misshandelt und getötet zu haben. Köhler gab in der Verhandlung an, nach seiner Verhaftung durch einen US-amerikanischen Offizier bei seinem Verhör misshandelt worden zu sein und sein Geständnis nur unter Zwang abgelegt zu haben. Am 14. August 1947 wurde Köhler insbesondere aufgrund illegaler Tötungen wegen „Mithilfe und Teilnahme an den Operationen des Buchenwald-Konzentrationslagers“ zum Tode durch den Strang verurteilt. Köhler wurde, trotz mehrerer Gnadengesuche, am 26. November 1948 im Kriegsverbrechergefängnis Landsberg hingerichtet.